# Месопотамія (фема)
Фема Месопотамія (грец. θέμα Μεσοποταμία) — військово-адміністративна одиниця Візантійської імперії (фема), яка розташовувалась на сході Малої Азії (сучасна Туреччина). Назва походить від римської провінції Верхня Месопотамія. Утворилася близько 899 року. Припинила своє існування 1071 року внаслідок завоювання сельджуками.

## Історія
Внаслідок численних війн спочатку Римської імперії, потім візантійської з Персією тут було утворено провінції Верхня Месопотамія, потім Вірменію IV. Тривалий час ці області були об'єктом боротьби між Візантією та Сасанідами, згодом Арабським халіфатом. Оскільки візантійці не мали змоги тут міцно закріпитися, то жодних спроб організацій цих територій не було зроблено. Лише з кінця VIII ст. починають робитися подібні спроби. Утворюється клейсура, а 810 року — фема Меспотамія, втім, вона не проіснувала тривалий час, оскільки була знищена Вірменським еміратом.
Згодом імперія стала спиратися на союз із місцевими князівствами, використовувала їх як буфер проти арабів. Лише у 880-х роках із занепадом і розпадом Вірменського емірату посилюється вплив Візантії. Ймовірно, в цей час утворюється турма Меспотамія у складі феми халдія або Арменіакон.
У 899 році імператор Лев VI змусив Мануїла, князя Такіса, зректися влади та своїх володінь, які було передано імперії. Того або 900 року було утворено фему Месопотамія. Остаточне оформлення відбулося до 911 року, коли приєднано область Келтзен з феми Халдія та турму Камахі з феми Колонеа. За імператора Романа I лакапіна до складу феми увійшли Романополь і Хандзит (візантійська назва Малої Софени).
У 975 році феми надано статус дукату з огляду на важливість для зміцнення візантійської влади на Кавказі. Звідси здійснюються походи проти мусульманських держав північної Месопотамії та західної Персії, а також вірменських царств. Свій прикордонний характер фема зберегла до кінця існування. З 980-х років починається період відносного спокою, оскільки не залишилося ворогів, що вдиралися до Візантії, навпаки імператори проводили активну зовнішню політику.
З 1050-х років починаються напади сельджуків на землі феми, особливо відчутним був напад 1057 року, коли більшу частину феми Месопотамія було сплюндровано. Ситуація погіршувалося протягом 1060-х років, коли до 1069 року Месопотамію було фактично захоплено. Дії імператора Романа IV спочатку сприяли відновленню тут візантійської влади, проте нищівна поразка 1071 року біля Манцикерту призвела до захоплення феми сельджуками.
1076 році спроба відвоювати фему виявилася невдалою. У 1090-х роках візантійці спробували відвоювати цю територію, проте мали короткочасний позитивний результат.

## Адміністрація
Розташовувалася на прикордонні старовинних держав Велика Софена, Велика Вірменія і Мала Вірменія, між річками Мурат і Чимісгезек. Відповідно у складі феми була значна частина Сфоени (відома як Ангелена), південно-східна частина Малої Вірменії та деякі західні області Великої Вірменії. Адміністративним центром було місто Мартирополь.
На чолі стояв стратег з рангом спафарія, що отримував зарплатню у 12 лібрів золота. Також до утворення дукату стратег отримував частину мит. З 975 року на чолі стояв дука.

## Відомі очільники
- Орест (899 — до 910)
- Іоанн Куркуас (963—969)
- Барда Склір (976)
- Георгій Маштак (1030—1033)
- Григорий Пахлавуні (1050—1054)
- Вахрам (1066—1070)
- Никифор Палеолог (1076—1077)